# Assu
Assu és un municipi brasiler de l'estat del Rio Grande do Norte, localitzat a la Microregió del Vall de l'Açu, que está en la Mesoregión del Oeste Potiguar i en el Polo Costa Blanca a 210 km de la capital de l'estat, Natal. Té aproximadament 58.384 habitants (IBGE 2020). El municipi mesura 1.303,442 km².
El nóm de la ciutat s'origina del terme "Taba-Açu", que en la llengua indígena janduí, significa Aldeia Grande (Gran Poble), per a la designació nativa d'aquest territori.

## Història
Fins al segle xviii la vall del riu Açu era habitada per la tribu dels janduis, que es van enfrontar als europeus en la coneguda com guerra dels Bàrbars (1687 a 1697). El 1696, Bernardo Vieira de Melo, Governador de la Capitania de Rio Grande do Norte, va fundar a la riba esquerra del Açu (o Piranha) la posició de Nossa Senhora dos Prazeres, punto de reforç per a la conquesta de tot el sector. Bernardo Vieira es va instal·lar allí amb la tropa i hi va establir molts indis i colons. Aviat va esdevenir un poblat conegut com a São João Batista da Ribeira do Céu.
Fou creada com a municipi per Ordem Régia de 22 de juliol de 1766 amb el nom de Vila Nova da Princesa, per la princesa Carlota Joaquima de Borbó, que es va casar amb João VI l'abril de 1785. La Llei Provincial núm. 124, de 16 d'octubre de 1845, va concedir a Vila Nova da Princesa del dret de ciutat amb el nom d'Açu, originat en l'expressió tupi taba-açu, que significa llogaret gran, una àrea d'agrupament d'indis guerrers de la regió. Les regles ortogràfiques portugueses van canviar i la població es va dir Assú, però després un nou canvi va portar a recuperar Açu; no obstant oficialment el nom actual és Assu.
En les en les dècades següents ara fins del segle xix, el municipi va ser un dels més importants de l'estat, arribant a ser encara més poblat que la capital, Natal. Als anys 1920, la ciutat guanya el cognom de ''Atenas Nord-riu-Grandense'', degut a gran quantitat de poetes famosos del nord-est sorgits de la ciutat.

## Geografia

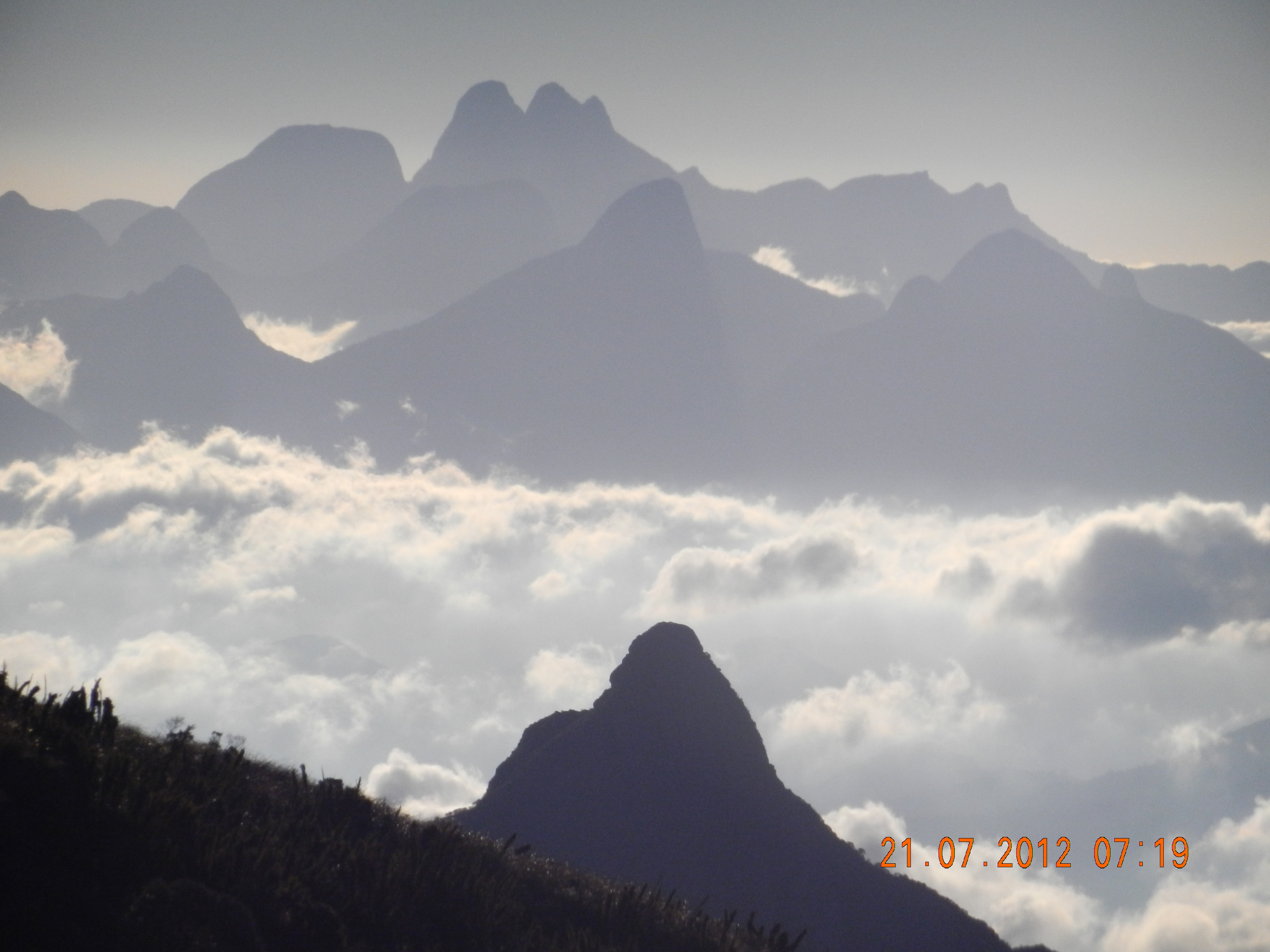
Inici del dia en les serres de Açu.

El Açu té una àrea amb més de 1.300 km², sent el quart municipi més gran de Riu Gran del Nord en extensó territorial segon el Institute Brasiler de Geografia i Estadística.
El municipi está situat en la Microrregió del Vall del Açu i queda a 23 metres sobre el nivell del mar. El municip té 11 ciutats veïnes, els més propers són Itajá i Ipanguaçu, amb a menys de 20 km. La ciutat és composta per 15 barris i tres comunitats i conté tres serres.

### Clima
El Açu té una temperatura mitjana de 27 °C, amb els mesos més calorosos entre octubre i gener, arribant a una mitjana de 33,6 °C i els mesos més freds són entre juny i agost, tent una mitjana de 20,6 °C. La taxa anual de precipitacions és de 600 mm, sent baixa. Els mesos més plujosos són de febrer a maig, arribant als 144 mm mensuals. El municipi possueix el clima semiàrid, clima característic del nord-est brasiler.

### Hidrografia
El territori tene diversos cursos d'aigua amb els rius: Piranhas, Paraú, Panon i el Palheiro, llacunes amb el Piató i Mutamba i els assuts Mendobim i Açu, formats per les barratges Mendobim i Armando Ribeiro Gonçalves.

### Bosc Nacional
La ciutat compta amb el Bosc Nacional d'Açu, amb 540 hectàrees, creat pel Decret 1.175 el 1950 com a hort forestal d'Açu, transformat en el bosc nacional en 2001, està administrat per l'ICMBio, la seva vegetació compost per les arbres de caatinga, amb cactus i carnaubes, el bosc abrigueix les especies animals amb cérvols camperols, armadillos i titís.

## Demografia
En el cens de 2010 de l'IBGE, la ciutat tenia més de 53.227 habitants, sent en la seva majoria dones. El municipi obteve 39 359 persones en la zona urbana i 13.868 en la zona rural. En el mesm cens, la maioria de la població estava format per la majoria de persones pardes (55%), seguint per blancs (35,2%), negres (7,7%) i entre otres (2,4%). La maioria dels habitants són originaris de la pròpia ciutat (74,52%).
En el mesme cens, gran part de la població està compost per 41.113 católics romans, 6.855 evangelics, i otres 9,8% sin religió i de otres grups religiosos. El municipi té dues parròquies: Sant Joan Baptista i de la Beata Lindalva i São Cristóvão.
| 8.891 | 8.557 | 24.779 | 23.316 | 27.259 | 26.432 | 25.038 | 34.398 | 43.591 | 47.904 | 53.227 | 58.384 |

## Dades

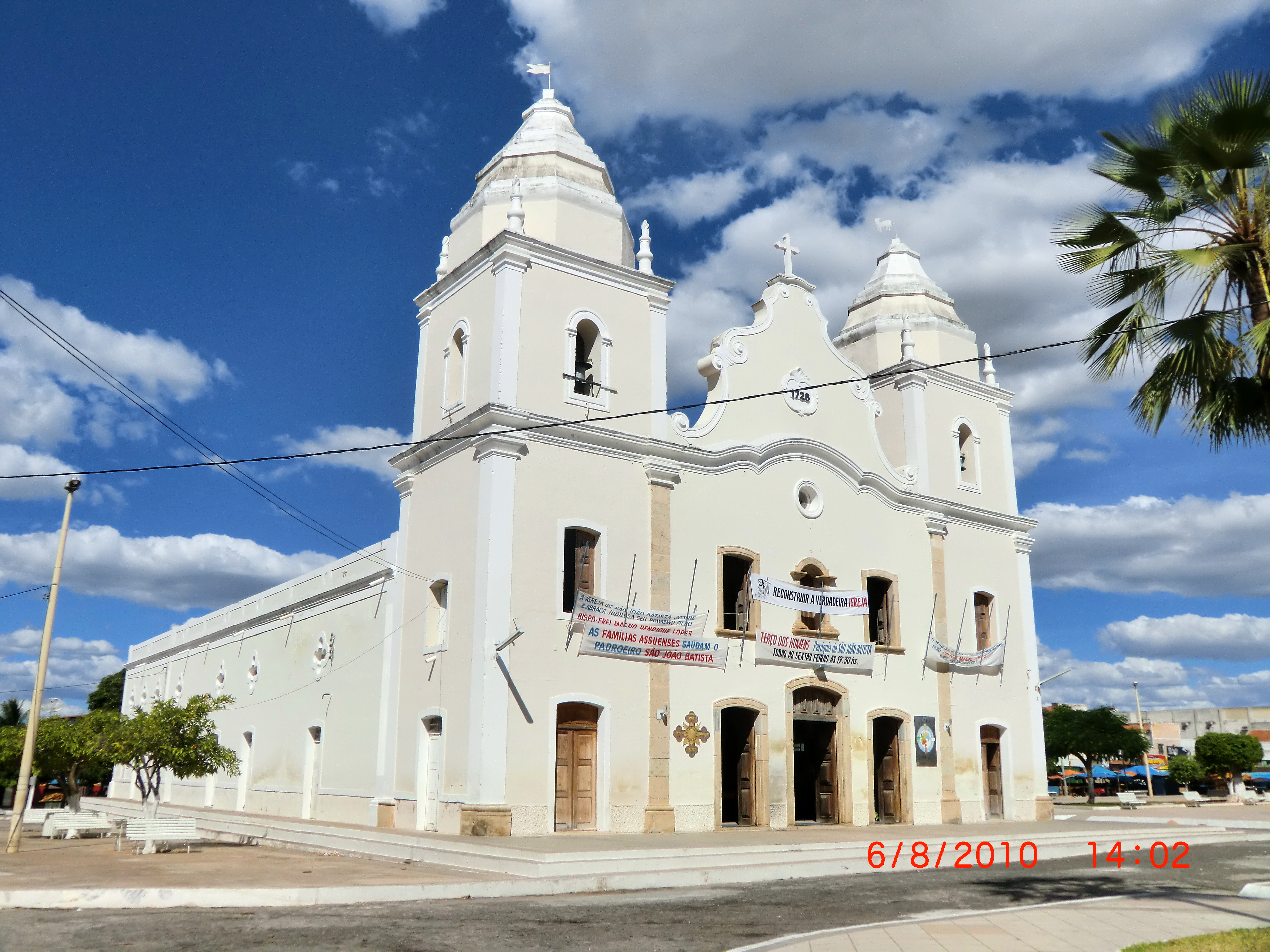
Església mare de Açu (2010).

### Economia
Segons les dades de l'IBGE, el PIB (product intern brut) per capita del municip en 2017 era de 15.364,85 R$, sent que la renda del municipi es basen en les economies primària, secundària i terciària. Enquant el total de receits realitzats a la ciutat el mateix any, seràn de 107.791,04 R$, sent el novè mas gran de l'estat.

### Turisme
La ciutat és coneguda com a Atenas Nord-riu-Grandense degut a les seves riqueses culturals i pels poetes locals sorgits als anys vint, on el poema era tradició de la ciutat a la primera meitat del segle xx.
El turisme del municipi s'basa principalment per les celebracions religioses dedicades al patró Sant Joan Baptista, que rep milers de fidels al mes de juny, tots els anys, sent una de les celebracions més grans del patró en el nord-est, on és realitzat principalment en l'església de Sant Joan Baptista.
Antigament, la llacuna del Piató, situat prop de la zona urbana, era una font d'atracció turística al municipi, degut la seva gran diversitat de espècies existents i la seva gran explotació pesquera, el llac era proveït per les aigües del riu Piranhas, més per a la construcció de la barratge del riu, va deixar de rebre les seves aigües i va perdre la seva essència.
La Gruta dos Pingos (gruta de les gotes), s'localitzà a 14 quilòmetres de la ciutat, té una altura amb a menys de 10 metres, conté diverses espècies com els ratpenats i recebeix aquest nóm degut al sostre, que degota llavors en el mitjan de l'any.

### Educació
D'acord amb el cens del 2018, el municipi constitueix 41 escoles primàries amb 347 professors i 8.322 estudiants, 36 guarderies, amb 106 professors i 2.415 alumnes i 4 batxillerats amb 89 docents i 1.830 alumns. En el IDEB (català:Índex de Desenvolupament Educatiu Bàsic), d'acord amb la média escolar inicial i final, la ciutat obté les médies 4,5/3,4 en escoles públiques, 4,6/3,3 en municipals i 4,3/3,5 en estatals.
El municipi obté algunes facultats, entre ells són:
- Universitat Estatal de Rio Grande do Norte (UERN)
- Facultat Anhanguera (ANHANGUERA)
- Facultat Catòlica Nossa Senhora das Vitórias.

## Esport
Els clubs i instal·lacions esportives de la ciutat són:
- Associação Sportiva Sociedade Unida: Fundat el 2002, actualment és l'únic club de futbol professional a la ciutat, disputeix el campionat potiguar, on fou campió el 2009.[11]
- Estadi Edgarzão:Estadi on el Assu juga, té a capacitat per a 4.000 persones i pertenceix la Liga Açuense de Desportos.[12]
- Cruzeiro Futsal: Fundat el 1982, és l'equip de futbol sala de la ciutat, ha jugat torneigs i competicions estatals a la regió del nord-est.[13]
- Portuguesa del Assu: Fundat el 1995, disputeix els campionats amadors, fou cogitat en professionalitzar-se els anys 2000, més la idea fou deixat de banda.

## Persones il·lustres
- Gabriel Veron, futbolista, actualment jugador del Palmeiras.
- Lindalva Justo, religiosa catòlica, beatificat per Benet XVI en 2007. (1953–1993)
- Núbia Lafayette, vocalista de Samba i MPB. (1937–2007)